# Johannes Brøndsted
 Ikke at forveksle med Johannes Brønsted.
Johannes Balthasar Brøndsted (født 5. oktober 1890 i Grundfør, død 16. november 1965 i København) var en dansk arkæolog og historiker. 
Brøndsted var søn af sognepræst Holger Brøndsted (død 1916) og hustru Margrethe f. Bruun (død 1899). Han fik i 1909 studentereksamen ved Sorø Akademi, hvorefter han en kort tid læste jura og kunsthistorie ved Københavns Universitet og aflagde embedseksamen i klassisk filologi i 1916.
Brøndsteds introduktion til den nordiske oldtid skete dog først da nationalmuseets direktør, Sophus Müller, håndplukkede ham til at arbejde på Nationalmuseet mod at han afslutter sin eksamen et halvt år tidligere end planlagt, hvilket Brøndsted, der beskrives som meget arbejdsom, indvilger i. Brøndsted begynder sit arbejde på museet i 1917, og bliver underinspektør ved afdelingen for nordisk oldtid i 1918.
Det er også Sophus Müller, der får sat gang i Brøndsteds videnskabelige arbejde, da han beder ham om at publicere et par sølvbægre fra vikingetiden, en periode som kommer til at stå Brøndsted nærest gennem resten af hans arkæologiske virke. Studierne af bægrene bliver hurtigt mere omfattende end først ventet, og munder i 1920 ud i afhandlingen: Nordisk og fremmed Ornamentik i Vikingetiden, med særligt henblik på stiludviklingen i England, som bliver antaget som disputats, og forsvaret for den filosofiske doktorgrad i 1921. I 1922-23 deltager han i udgravninger i Salona, Dalmatien. De følgende par år rejser han rundt og besøger forskellige større museer i Europa, og får også besøgt England, hvor han ved kilderne får bekræftet sine teser i afhandlingen. Han bliver desuden almindeligt anerkendt i udenlandske videnskabelige selskaber gennem sine publikationer. 
Herefter helliger Brøndsted sig den nordiske arkæologi, og begynder at skrive for den brede befolkning.
I 1930 bliver der oprettet et lektorat i Nordisk Arkæologi ved Københavns Universitet til Brøndsted, og blandt de første studerende findes blandt andre C.J. Becker og P.V. Glob. 
Samtidigt med lektorgerningen bliver Brøndsted i 1932 leder af oldtidsafdelingen på Nationalmuseet, som han går i gang med at nyopstille, samtidigt med at han arbejder på trebindsværket Danmarks Oldtid, hvoraf Stenalderen udkommer i 1938, Bronzealderen i 1939 og Jernalderen i 1940. Bindet om Jernalderen udkommer efter den 9. april 1940, og Brøndsted er ikke helt uanfægtet af de ting, der sker omkring ham. Således beskrives jernalderen som en mørk og regnfuld periode med "vareknaphed og kulturnedgang", der skyldtes stridbare naboer mod syd i modsætning til den forudgående strålende og solgyldne bronzealder. 
I 1941 bliver Brøndsted professor ved Københavns Universitet i nordisk arkæologi og europæisk forhistorie, og må slippe stillingen som leder af Nationalmuseets oldtidsafdeling. Ved den daværende direktør, Poul Nørlunds død i 1951 bliver Brøndsted dog kaldt tilbage, denne gang som direktør for hele museet, hvilket han er frem til 1960; fra 1958-60 endvidere som landets første rigsantikvar. Han var Kommandør af Dannebrog og Dannebrogsmand.
Han var medredaktør ved Nordisk Kultur 1928; medl. af stednavneudvalget 1929; hovedredaktør af Acta Archaeologica 1930-48; medl. af Danmarks Naturfredningsforenings naturvidenskabelige udvalg 1931, af sammes forretningsudvalg 1937; Honorary fellow of Society of Antiquaries i London 1930, tildelt samme Societys guldmed. 1954; medl. af Conseil permanent i Congrés international des sciences pré-historiques et protohistoriques 1931; korresp. medl. af Deutsches Archäologisches Institut i Berlin 1932 (ord. medl. 1935-43 og 1954) samt af Kungliga Vitterhets Akademien i Stockholm 1933 (ord. medl. 1948); Honorary member of the Royal Irish Academy i Dublin 1933; stiftende medl. af Dansk Selskab for Oldtid og Middelalder 1934, formand for samme 1937-39; Honorary corresp. member of The Prehistoric Society of Great Britain 1937; medl. af Vetenskaps-Societeten i Lund 1937, af Det Norske Videnskaps-Akademi i Oslo 1938 og af Det Kongelige Danske Videnskabernes Selskab 1939; sekretær i Det kongelige Nordiske Oldskriftselskab 1939; vicepræsident i samme 1945; ledende senior i Studenterforeningen 1941-42; formand for Foreningen til Beskyttelse af videnskabeligt Arbejde 1943-47 og for Klubben af 1914, 1943-49; medl. af styrelsen for Clara Lachmanns Fond 1948, for Dansk Sprog- og Litteraraturselskab 1951, for Fondet for Dansk-Norsk Samarbejde 1951 og for Dansk-Færøsk Kulturfond 1951; formand for Det Særlige Bygningssyn 1951 og for det danske præsidium for Kulturhistorisk Leksikon for Nordisk Middelalder; medl. af bestyrelsen for Frederiksborgmuseet 1951; undervisningsministeriets delegerede i bestyrelsen for Kunstindustrimuseet 1951; medl. af kommissionen for videnskabelige undersøgelser i Grønland 1951; medl. af bestyrelsen for Alfred G. Hassings Forlag A/S 1951; æresmedlem af La Société préhistorique polonaise i Poznan 1950; Corresponding Fellow of the British Academy i London 1952; medl. af udvalget ang. Kronborgs istandsættelse og fremtidige anvendelse 1951, af komitéen for Handels- og Søfartsmuseet på Kronborg 1952, af bestyrelsen for institutionen Gammel Estrup, Jyllands herregårdsmuseum 1952, for Jydsk arkæologisk Selskab 1952 og for museet Liselund gamle Slot 1953; medl. af den danske sektion af Skandinavisk Museumsforbund 1953; formand for Danske Museers fællesråd 1952; hovedredaktør for Vore gamle Tropekolonier (1952-53) og for Danmark før og nu (1952-57); medl. af Arktisk Instituts råd 1955 og af den danske UNESCO-nationalkommission 1955.
Brøndsted blev gift 8. august 1933 med Hedevig Rindom, født 30. oktober 1893 i København, datter af pastor A.F.L. Rindom og hustru Johanne, født Birch. Han er begravet på Frederiksberg ældre kirkegård.